# Meringopus tejonensis
Meringopus tejonensis är en stekelart som först beskrevs av Cresson 1879.  Meringopus tejonensis ingår i släktet Meringopus och familjen brokparasitsteklar. Inga underarter finns listade i Catalogue of Life.